# Alec Dankworth

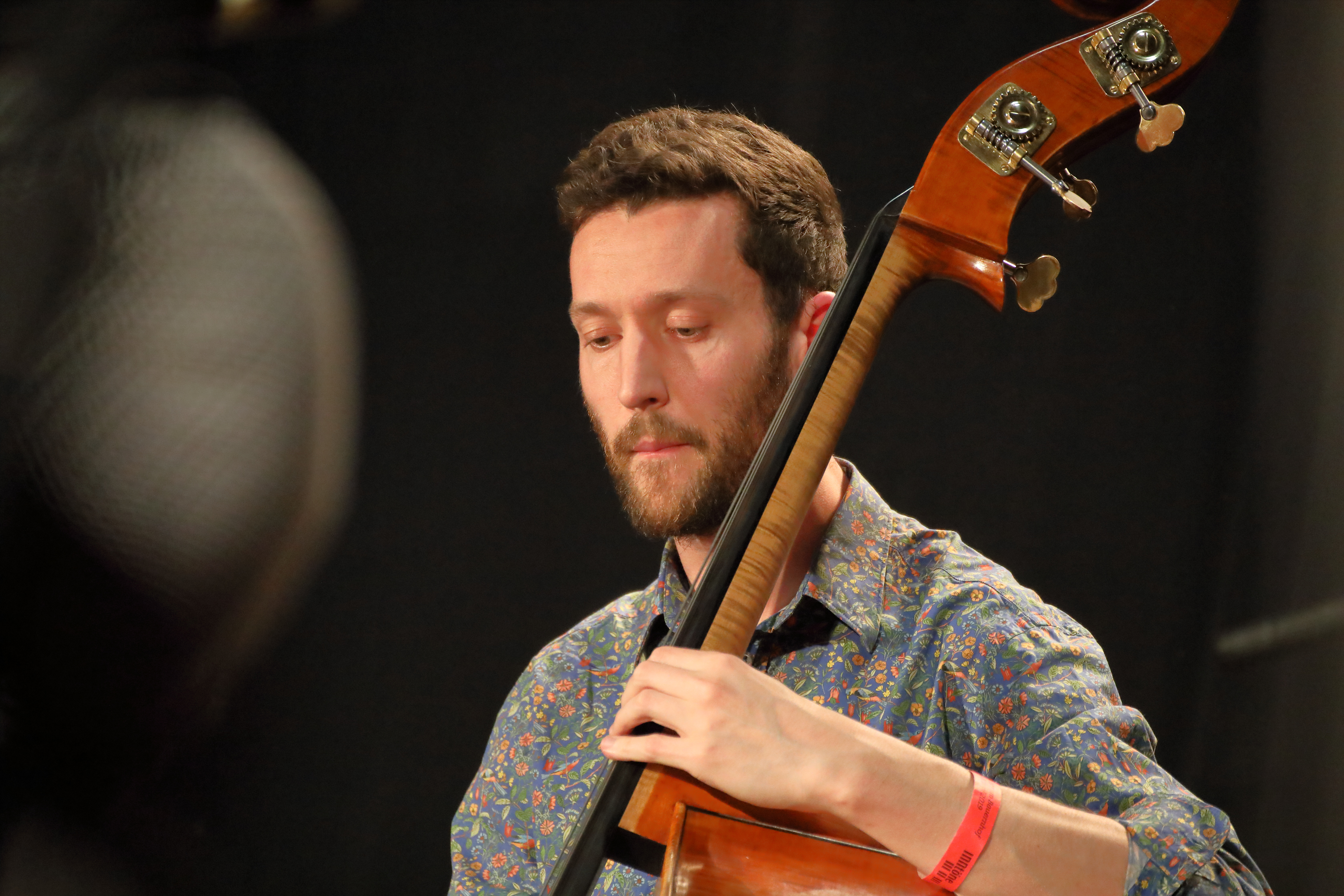
Alec Dankworth auf dem INNtöne Jazzfestival 2019

Alec Dankworth (* 14. Mai 1960 in London) ist ein britischer Musiker (Kontrabass, Komposition) des Modern Jazz.

## Leben und Wirken

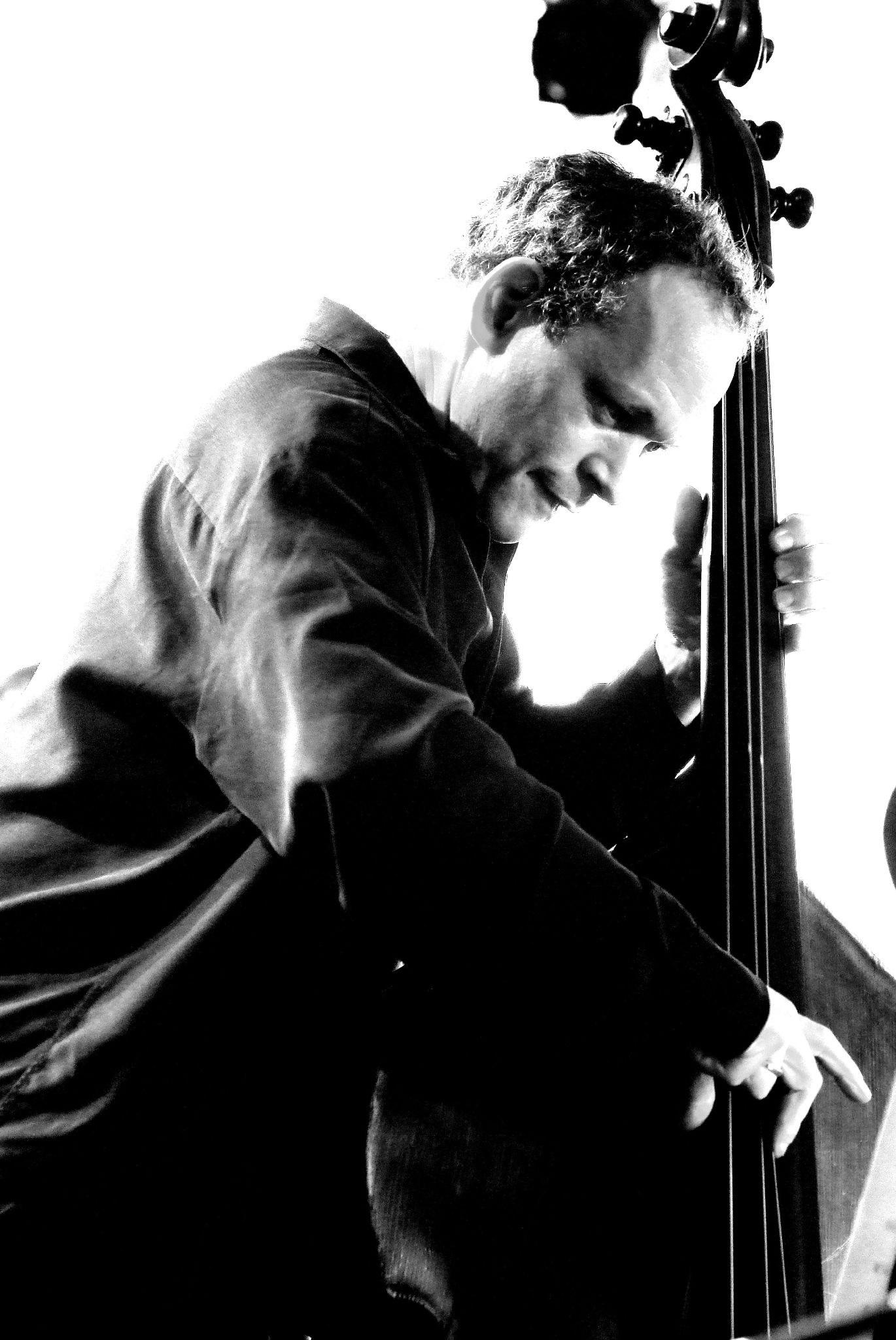
Alec Dankworth, 2007

Dankworth wuchs in einer musikalischen Familie auf: Seine Eltern sind John Dankworth und Cleo Laine; die Sängerin Jacqui Dankworth ist seine Schwester. Nach dem Besuch der Bedford School studierte er von 1978 bis 1980 am Berklee College of Music. Anschließend war er bis 1983 Mitglied im Cleo Laine/John Dankworth Quintett, mit dem er auf Gastspielreisen in den Vereinigten Staaten, Europa und Australien war. Er arbeitete mit Tommy Chase, der BBC Radio Big Band und Clark Tracey, mit dem er zwei Alben einspielte. Mit Nigel Kennedy legte er 1988 eine Duoaufnahme von Duke Ellingtons Suite Black, Brown and Beige vor und führte auf einer Tournee in Großbritannien Die vier Jahreszeiten von Antonio Vivaldi auf. In den 1980er Jahren spielte er auch mit Dick Morrissey, Spike Robinson, Jean Toussaint, Michael Garrick sowie Julian Joseph und baute ein eigenes Quartett auf.
Mit Abdullah Ibrahim tourte er 1993 durch Europa und Südafrika. Anschließend gehörte er zur Band von Van Morrison.
1997 zog er nach New York City und spielte mit dem Duke Ellington Orchestra. Seit 1998 war er Mitglied des Quartetts von Dave Brubeck, mit dem er auch auf Tournee ging und in der Carnegie Hall auftrat. 2001 kehrte er nach London zurück. Gemeinsam mit seinem Vater leitet er die großformatige "Generation Band", mit der er drei Alben vorlegte. Auch spielte er mit Mose Allison, Clark Terry, Mel Tormé, Anita O’Day, Aster Aweke, Peter King, Guy Barker, Tina May, Bill Le Sage, Ken Peplowski, Tommy Smith, Jacqui Dankworth und Martin Taylor. 2002 gründete er ein eigenes Trio (mit Julian Argüelles und Phil Robson), aus dem 2006 das Quintett Spanish Accents entstand.
Auch nahm er mit Buddy DeFranco, John Williams, James Galway und dem London Symphony Orchestra auf.

## Preise und Auszeichnungen
2007 wurde er mit dem British Jazz Award ausgezeichnet.

## Diskographische Hinweise
- Generation Band: Rhythm Changes (1996)
- If You're Passing By (2003)
- Spanish Accents (2008)

## Lexigraphische Einträge
- Ian Carr, Digby Fairweather, Brian Priestley: Jazz: The Rough Guide. ISBN 1-85828-528-3.